# 前140年
| 千纪： | 前1千纪 |
| 世纪： | 前3世纪 \| 前2世纪 \| 前1世纪                                                                                         |
| 年代： | 前170年代 \| 前160年代 \| 前150年代 \| 前140年代 \| 前130年代 \| 前120年代 \| 前110年代                               |
| 年份： | 前145年 \| 前144年 \| 前143年 \| 前142年 \| 前141年 \| 前140年 \| 前139年 \| 前138年 \| 前137年 \| 前136年 \| 前135年 |
| 纪年： | 西汉建元元年 |

## 大事记
- 中国
  - 汉武帝刘彻即位成为汉朝皇帝，并开始使用年号“建元”。这一年是传统上使用年号的第一年。
  - 漢武帝於建元元年春二月行三銖錢。
  - 漢武帝命薦賢良方正，董仲舒獻策，建議罷黜百家、獨尊儒術。
  - 董仲舒為江都相。
  - 莊助為中大夫。
  - 淮南子約在此時成書。
  - 六月，竇嬰為丞相、田蚡為太尉、趙綰為御史大夫、王臧為郎中令，開始進行一系列儒家有關的活動。

- 罗马共和国
  - 罗马将军斯比奥·阿米尼林斯带领使团到达亚历山大，并晋见了埃及国王托勒密八世。

## 出生
- 蘇武，西汉大臣（前60年去世）
- 霍去病，西汉大司马骠骑将军（前117年去世）